# Yuvraj Dhesi
Yuvraj "Raj" Dhesi (Calgary, 19 juli 1986), beter bekend als Jinder Mahal, is een Canadees professioneel worstelaar die sinds 2016 actief is in de World Wrestling Entertainment. Mahal was reeds lid van de federatie tussen 2010 en 2014, waar hij bekend was met Heath Slater en Drew McIntyre als 3MB.
Mahal keerde in 2016 naar WWE, waar hij overduidelijk meer spiermassa heeft bij gekregen. In mei 2017, bij het evenement Backlash, wist hij als eerste Indiër het WWE Championship te bemachtigen van toenmalige titelhouder Randy Orton. Nadat hij de titel had verloren, won hij nog het WWE United States Championship en WWE 24/7 Championship.

## Professioneel worstel-carrière (2002-)
Voordat Dhesi aan de slag ging bij WWE, worstelde hij voor kleine worstelorganisaties en werd bekend onder de ringnaam Tiger Raj Singh.

### World Wrestling Entertainment

#### Florida Championship Wrestling (2010-2011)
In 2010 tekende Dhesi een opleidingscontract met Florida Championship Wrestling (FCW). Dhesi worstelde op 27 februari 2011 zijn laatste FCW-match tegen McCully.

#### SmackDown 2011-2014
Tijdens de SmackDown-aflevering op 6 mei 2011 maakte Dhesi, onder zijn ringnaam Jinder Mahal, zijn televisiedebuut toen hij een gesprek had met The Great Khali en Ranjin Singh, de manager van The Great Khali. Op 3 juni 2011 won Mahal zijn SmackDown-wedstrijddebuut van Yoshi Tatsu. Anno oktober 2012 werd hij lid van 3MB.
Op 12 juni 2014 maakte WWE bekend dat het diverse mensen ontslagen had, onder wie Dhesi.

#### Terugkeer (2016-heden)
Op 1 Augustus 2016 maakte Dhesi zijn comeback bij WWE Raw. Hij begon een alliantie met Rusev. Op WrestleMania 33 was hij de runner-up in de Andre The Giant Battle Royal, welke werd gewonnen door Mojo Rawley. Op 11 april 2017 maakte hij de overstap naar WWE SmackDown. Op 21 mei 2017 won hij zijn eerste WWE Championship door Randy Orton te verslaan.

## In het worstelen
- Finishers
  - Camel Clutch
  - Full nelson slam
- Signature Moves
  - Turnbuckle shoulder tackle
  - Clothesline
  - Cravate knee strike
  - Back elbow
  - Back body drop (landing op rug)
  - Bodyslam
  - (Back) Suplex
  - Double underhook suplex
  - Hotshot
  - DDT
  - Gourdbuster to ropes
  - Russian legsweep
  - Rope aided knee drop
  - Running knee / Jumping knee strike
  - Neckbreaker
  - Reverse STO

## Prestaties
- All-Star Wrestling

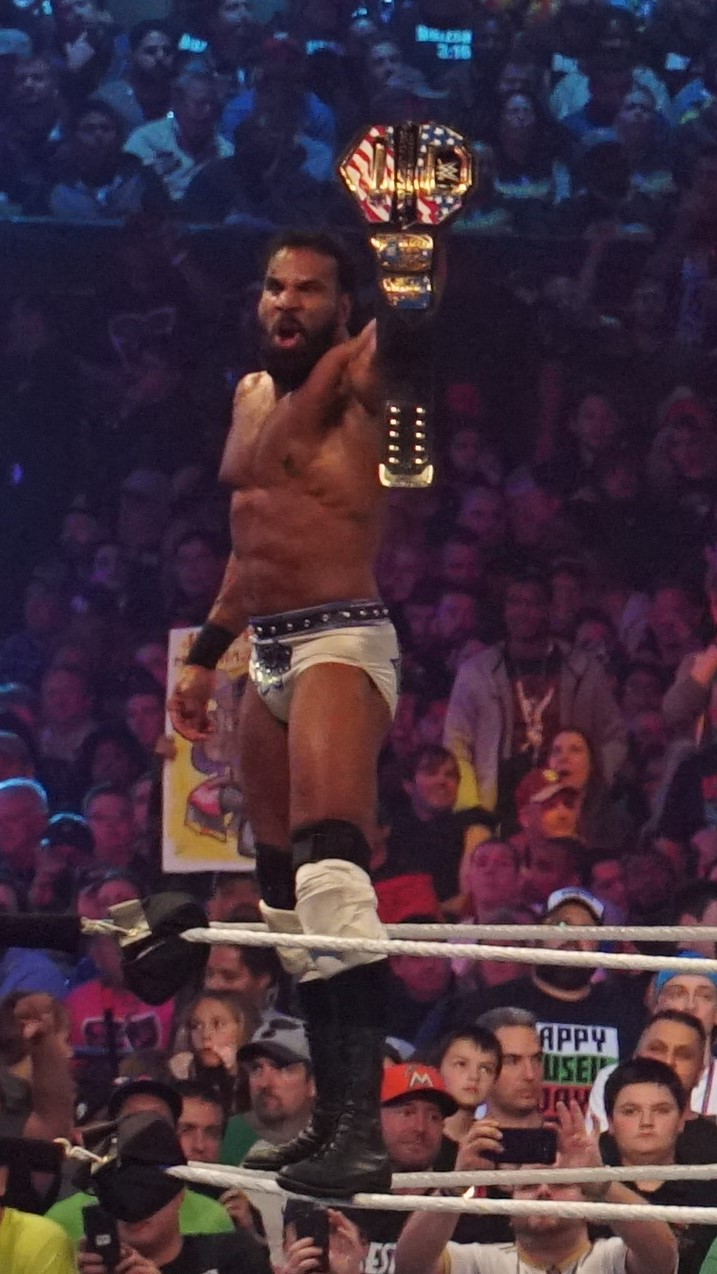
Mahal met het WWE United States Championship bij het evenement WrestleMania 34.

  - ASW Tag Team Championship (1 keer)[4]
- Continental Wrestling Entertainment
  - CWE Heavyweight Championship (1 keer)[4]
- Prairie Wrestling Alliance
  - PWA Heavyweight Championship (1 keer)[4]
  - PWA Tag Team Championship (3 keer)[4]
- Pro Wrestling Illustrated
  - Most Hated Wrestler of the Year (2017)
  - Most Improved Wrestler of the Year (2017)
  - Gerangschikt op nummer 14 van de top 500 singles worstelaars in de PWI 500 in 2018[5]
- Stampede Wrestling
  - Stampede Wrestling International Tag Team Championship (2 keer) - met Gama Singh Jr.)[4]
- Wrestling Observer Newsletter
  - Most Overrated (2017)[6]
- WrestleCrap
  - Gooker Award (2017)[7]
- WWE
  - WWE Championship (1 keer)[4]
  - WWE United States Championship (1 keer)[4]
  - WWE 24/7 Championship (2 keer)[4]